# 陆尚
陆尚（?—?），吴郡吴县（今江苏省苏州市）人，东汉末年人物。出自吴郡陆氏。
陆尚的祖父是陆康，父亲不详。光和三年（180年）庐江郡黄穰等人反汉起事，连结江夏郡等地的蛮族势力，多达十余万，攻陷了四个县。汉灵帝任命陆康为庐江太守。陆康击破了黄穰。汉灵帝因陆康平定庐江之功，封陆尚为郎中。吴郡富春县（今浙江省杭州市富阳区）豪族徐琨把女儿嫁给陆尚。陆尚早逝，他的妻子徐氏改嫁孙权。